# Dnes nejsem doma
Dnes nejsem doma čtrnácté studiové album Hany Zagorové nahrané v Hrnčíře. Album vyšlo roku 1990. Hudební aranžmá vytvořil Karel Vágner se svým orchestrem.

## Seznam skladeb
Strana A:
1. Andělé (Petr Malásek/Jan Krůta) 04:25
2. Modrá čajovna (Karel Vágner/Pavel Vrba) 03:05
3. A kdo jsem já (Bohuslav Ondráček/Pavel Kopta) 03:31
4. Měsíc je den ode dne krásnější (Jiří Zmožek/Michal Bukovič) 02:41
5. Dnes nejsem doma (Jan Rotter/Michal Horáček) 03:51
6. Podivný bar (Petr Malásek/Václav Kopta) 04:07

Strana B:
1. Buď vůle tvá (Where Is It Written) (Michel Legrand/Michal Horáček) 04:50
2. Rybičko zlatá, přeju si (Jiří Zmožek/Jan Krůta) 02:42
3. Půlnoc (Michal David/Jan Krůta) 03:29
4. Kufr (Vašek Vašák/Hana Zagorová) 03:19
5. Stíny (Karel Vágner/Pavel Vrba) 04:16
6. Čas odejít (Jiří Zmožek/Jan Krůta) 03:57